# Jim Walker (Fußballspieler)
James McIntyre „Jim“ Walker (* 10. Juni 1947 in Northwich) ist ein ehemaliger englischer Fußballspieler. Als Mittelfeldspieler und linker Außenverteidiger war er zunächst Ersatzspieler beim englischen Erstligisten Derby County, bevor er Ende der 1970er-Jahre zum Stammspieler beim Drittligisten FC Chester reifte. Nach seiner aktiven Laufbahn ergriff er den Beruf des Physiotherapeuten, den er unter anderem 18 Jahre lang bei Aston Villa ausübte.

## Sportlicher Werdegang
In der Geburtsstadt Northwich begann Walker seine Fußballkarriere ab der Saison 1966/67 als Amateur für Northwich Victoria, bevor er im Februar 1968 zum Zweitligisten Derby County wechselte. Vereinbart wurde, dass die beiden Klubs dann in offizielle Verhandlungen treten, wenn Derby County in Walker einen Spieler sah, denn es dauerhaft verpflichten wollte. In diesem Falle sollte Walker in Northwich zunächst einen Profivertrag unterzeichnen, damit bei einem anschließenden Transfer eine Ablösesumme fällig würde. Diese Vereinbarung kam jedoch nicht zur Anwendung und so wechselte Walker schließlich für einen „Schnäppchenpreis“ zu den von Brian Clough trainierten „Rams“.
Nach einem ersten Ligaeinsatz am letzten Spieltag der Saison 1967/68 gegen den FC Blackpool (1:3) war Walker in der Hinrunde der anschließenden Spielzeit 1968/69 Stammspieler im Mittelfeld, bevor ihn John McGovern verdrängte. Dadurch kam er nach der Jahreswende nur noch selten und oft als Ersatzmann zum Einsatz und konnte keinen wesentlichen Beitrag mehr zum Gewinn der Zweitligameisterschaft und dem damit verbundenen Aufstieg in die Erstklassigkeit leisten. Als sich Derby zu Beginn der 1970er-Jahre zu einem der führenden englischen Fußballvereine entwickelte, kam Walker nur noch sporadisch zum Zuge und er verdankte seine raren Bewährungschancen seiner vielseitigen Einsetzbarkeit. Im Frühjahr 1970 half er auf Leihbasis bei Cloughs früherem Verein Hartlepools United in der vierten Liga aus. Nach seiner Rückkehr absolvierte er für Derby in der Meistersaison 1971/72 sechs Ligaspiele – zumeist in Vertretung für Alan Hinton – und insgesamt war der Anteil zu gering für den offiziellen Erhalt einer Meistermedaille. Größer war im selben Jahr der Beitrag im Texaco Cup, als er beispielsweise im Finalhinspiel beim Airdrieonians FC (0:0) in der Startelf stand (Rückspiel 2:1).
Im September 1974 verließ Walker Derby nach insgesamt 55 Pflichtspieleinsätzen und mit dem Drittligisten Brighton & Hove Albion fand er einen neuen Arbeitgeber. Trainer dort war Cloughs ehemaliger Assistent Peter Taylor und im Rahmen des 25.000-Pfund-Deal wechselte mit Tommy Mason ein weiterer Derby-Spieler an die englische Südküste. In Brighton war er im linken Mittelfeld in der Saison 1974/75 zunächst Stammspieler und in 27 Meisterschaftsbegegnungen schoss er vier Tore. In der Saison 1975/76 folgte nur noch ein Ligaauftritt und bereits im Oktober 1975 heuerte er auf Leihbasis und im Februar 1976 dauerhaft für 6.000 Pfund beim Ligakonkurrenten Peterborough United an. Aber auch der Aufenthalt in Peterborough war nicht von Dauer, so dass er im November 1976 zum FC Chester ging.
Die Rückkehr in die Heimat Cheshire war in mehrerer Hinsicht ein Glücksfall für Walker. Trainer in Chester war sein enger Freund Alan Oakes und während seiner Schülerzeit hatte er oft Spiele des Vereins besucht. In den fünf Jahren bis 1981 war er Stammspieler auf der linken Außenverteidigerposition und die Mannschaft hatte mit Ian Rush, Ian Edwards, Ian Mellor und Trevor Storton, Bob Delgado und Nigel Edwards einige prominente Namen in ihren Reihen. Mit dem fünften Rang in der Drittligasaison 1977/78 erreichte Chester seine höchste Position in der Vereinsgeschichte und dazu kamen zwei Fünftrundenniederlagen im FA Cup gegen die Wolverhampton Wanderers (Saison 1976/77) und Ipswich Town (Saison 1979/80). Eine Verletzung an der Achillessehne sorgte letztlich für das Karriereende des mittlerweile 34-Jährigen.

## Nach der aktiven Laufbahn
Im Anschluss an die Fußballerlaufbahn blieb Walker in Chester, wo er fortan als Physiotherapeut aktiv war. Dazu half er später zeitweise als Trainer aus und in einem Sommer stand er im Stadtzentrum im Vereinsshop hinterm Tresen. Ab 1983 arbeitete er an der Seite von Dave Mackay in Kuwait für al-Arabi und nach zwei Jahren kehrte er nach Großbritannien zurück, um eine Stelle als Physiotherapeut bei den Blackburn Rovers und ab 1986 bei Aston Villa anzunehmen.
18 Jahre blieb er in dieser Funktion bei den „Villans“, bevor er 2004 Assistent von Paul Merson beim FC Walsall wurde. Zwei Jahre später war er kurzzeitig bei Peterborough United erneut als Physiotherapeut beschäftigt. Danach verließ er das Fußballgeschäft, um in der Nähe von Sutton Coldfield auf der Golfsportanlage The Belfry zu arbeiten.

## Titel/Auszeichnungen
- Texaco Cup (1): 1972